# FA Cup 1964-1965
La FA Cup 1964-65 è stata l'ottantaquattresima edizione del torneo calcistico più vecchio del mondo. Vinse per la 1ª volta nella sua storia il Liverpool che sconfisse per 2-1 lo Leeds United nella finale unica disputata il 1º maggio 1965 a Wembley.

## Calendario
| Round                           | Date                     |
| ------------------------------- | ------------------------ |
| Primo turno di qualificazione   | Sabato 5 settembre 1964  |
| Secondo turno di qualificazione | Sabato 19 settembre 1964 |
| Terzo turno di qualificazione   | Sabato 3 ottobre 1964    |
| Quarto turno di qualificazione  | Sabato 17 ottobre 1964   |
| Primo turno                     | Sabato 14 novembre 1964  |
| Secondo turno                   | Sabato 5 dicembre 1964   |
| Terzo turno                     | Sabato 2 gennaio 1965    |
| Quarto turno                    | Sabato 30 gennaio 1965   |
| Quinto turno                    | Sabato 20 febbraio 1965  |
| Sesto turno                     | Sabato 6 marzo 1965      |
| Semifinali                      | Sabato 27 marzo 1965     |
| Finale                          | Sabato 1º maggio 1965    |

## Primo Turno
Accedono a questa fase i club provenienti dalla Third Division e quelli provenienti dalla Fourth Division, inoltre i club dilettantistici (ossia quelli appartenenti ad una categoria inferiore alla Fourth Division) che vinsero i turni di qualificazione. Le partite vennero giocate il sabato 14 novembre 1964. Sette partite finirono con il pareggio e si rigiocarono (replays) quattro o cinque giorni dopo.
| Nr. partita | Squadra Locale             | Punteggio | Squadra Ospite         | Data             |
| ----------- | -------------------------- | --------- | ---------------------- | ---------------- |
| 1           | Chester                    | 5-0       | Crewe Alexamdra        | 14 novembre 1964 |
| 2           | Chesterfield               | 2-0       | South Shields          | 13 novembre 1965 |
| 3           | Dartford                   | 1-1       | Aldershot              | 14 novembre 1964 |
| 4           | Athletic Bournemouth       | 7-0       | Gravesend & Northfleet | 14 novembre 1964 |
| 5           | Barrow                     | 2-1       | Cambridge United       | 14 novembre 1964 |
| 6           | Barrow                     | 1-1       | Grimsby Town           | 14 novembre 1964 |
| 7           | Bristol City               | 1-0       | Brighton & Hove Albion | 14 novembre 1964 |
| 8           | Welton Rovers              | 1-1       | Weymouth               | 14 novembre 1964 |
| 9           | Reading                    | 3-1       | Watford                | 14 novembre 1964 |
| 10          | Walsall                    | 0-2       | Bristol Rovers         | 14 novembre 1964 |
| 11          | Wisbech Town               | 0-2       | Brentford              | 14 novembre 1964 |
| 12          | Notts County Football Club | 2-0       | Chelmsford City        | 14 novembre 1964 |
| 13          | Macclesfield Town          | 1-2       | Wrexham                | 14 novembre 1964 |
| 14          | Luton Town                 | 1-0       | Southend United        | 14 novembre 1964 |
| 15          | Scarborough                | 1-0       | Bradford City          | 14 novembre 1964 |
| 16          | Tranmere Rovers            | 0-0       | Lincoln City           | 14 novembre 1964 |
| 17          | Stockport County           | 2-1       | Wigan Athletic         | 14 novembre 1964 |
| 18          | Kidderminster Harriers     | 1-4       | Hull City              | 14 novembre 1964 |
| 19          | Queens Park Rangers        | 2-0       | Bath City              | 14 novembre 1964 |
| 20          | Crook Town                 | 1-0       | Carlisle United        | 14 novembre 1964 |
| 21          | King's Lynn                | 0-1       | Shrewsbury Town        | 14 novembre 1964 |
| 22          | Millwall                   | 2-0       | Kettering Town         | 14 novembre 1964 |
| 23          | Oldham Athletic            | 4-0       | Hereford United        | 14 novembre 1964 |
| 24          | Bradford Park Avenue       | 2-3       | Doncaster Rovers       | 14 novembre 1964 |
| 25          | Exeter City                | 1-0       | Hayes                  | 14 novembre 1964 |
| 26          | Scunthorpe United          | 1-2       | Darlington             | 14 novembre 1964 |
| 27          | Port Vale                  | 2-1       | Hendon                 | 14 novembre 1964 |
| 28          | Halifax Town               | 2-2       | South Liverpool        | 14 novembre 1964 |
| 29          | Newport County             | 5-3       | Spalding United        | 14 novembre 1964 |
| 30          | Southport                  | 6-1       | Annfield Plain         | 14 novembre 1964 |
| 31          | Workington                 | 2-0       | Rochdale               | 14 novembre 1964 |
| 32          | York City                  | 5-1       | Bangor City            | 14 novembre 1964 |
| 33          | Kendal Town                | 1-3       | Barnsley               | 14 novembre 1964 |
| 34          | Guildford City             | 2-2       | Gillingham             | 14 novembre 1964 |
| 35          | Romford                    | 0-0       | Enfield                | 14 novembre 1964 |
| 36          | Peterborough United        | 5-1       | Salisbury City         | 14 novembre 1964 |
| 37          | Colchester United          | 3-3       | Bideford               | 14 novembre 1964 |
| 38          | Canterbury City            | 0-6       | Torquay United         | 14 novembre 1964 |
| 39          | Corby Town                 | 1-3       | Hartlepool United      | 14 novembre 1964 |
| 40          | Oxford United              | 0-1       | Mansfield Town         | 14 novembre 1964 |

### Replays
| Nr. partita | Squadra Locale  | Punteggio | Squadra Ospite    | Data             |
| ----------- | --------------- | --------- | ----------------- | ---------------- |
| replay      | Aldershot       | 1-0       | Dartford          | 18 novembre 1964 |
| replay      | Grimsby Town    | 2-2       | Barrow            | 18 novembre 1964 |
| replay      | Barrow          | 0-2       | Grimsby Town      | 23 novembre 1964 |
| replay      | Weymouth        | 4-3       | Welton Rovers     | 18 novembre 1964 |
| replay      | Luton Town      | 1-0       | Romford           | 18 novembre 1965 |
| replay      | Lincoln City    | 1-0       | Tranmere Rovers   | 18 novembre 1964 |
| replay      | South Liverpool | 4-2       | Halifax Town      | 18 novembre 1964 |
| replay      | Gillingham      | 1-0       | Guildford City    | 18 novembre 1964 |
| replay      | Enfield         | 0-0       | Romford           | 17 novembre 1964 |
| replay      | Romford         | 2-4       | Enfield           | 23 novembre 1964 |
| replay      | Bideford        | 1-2       | Colchester United | 18 novembre 1964 |

## Secondo Turno
Le partite vennero giocate il sabato 5 dicembre 1964. Cinque partite finirono con il pareggio e vennero, perciò, rigiocate nella stessa settimana. La partita tra Stockport County e Grimsby Town venne giocata in mezzo alla settimana il 7 dicembre.
| Nr. partita | Squadra Locale      | Punteggio | Squadra Ospite      | Data            |
| ----------- | ------------------- | --------- | ------------------- | --------------- |
| 1           | Enfield             | 4-4       | Barnet              | 5 dicembre 1964 |
| 2           | Chesterfield        | 2-1       | York City           | 5 dicembre 1964 |
| 3           | Bournemouth         | 0-3       | Bristol City        | 5 dicembre 1964 |
| 4           | Luton Town          | 1-0       | Gillingham          | 5 dicembre 1964 |
| 5           | Doncaster Rovers    | 0-0       | Scarborough         | 5 dicembre 1964 |
| 6           | Wrexham             | 2-3       | Southport           | 5 dicembre 1964 |
| 7           | Stockport County    | 1-0       | Grimsby Town        | 7 dicembre 1964 |
| 8           | Queens Park Rangers | 3-3       | Peterborough United | 5 dicembre 1964 |
| 9           | Barnsley            | 2-5       | Chester City        | 5 dicembre 1964 |
| 10          | Brentford           | 4-0       | Notts County        | 5 dicembre 1964 |
| 11          | Crook Town          | 0-1       | Oldham Athletic     | 5 dicembre 1964 |
| 12          | Bristol Rovers      | 4-1       | Weymouth            | 5 dicembre 1964 |
| 13          | South Liverpool     | 0-2       | Workington          | 5 dicembre 1964 |
| 14          | Millwall            | 4-0       | Port Vale           | 5 dicembre 1964 |
| 15          | Hull City           | 1-1       | Lincoln City        | 5 dicembre 1964 |
| 16          | Exeter City         | 1-2       | Shrewsbury Town     | 5 dicembre 1964 |
| 17          | Hartlepool United   | 0-0       | Darlington          | 5 dicembre 1964 |
| 18          | Newport County      | 3-0       | Mansfield Town      | 5 dicembre 1964 |
| 19          | Torquay United      | 2-0       | Colchester United   | 5 dicembre 1964 |
| 20          | Aldershot           | 1-3       | Reading             | 5 dicembre 1964 |

### Replays
| Nr. partita | Squadra Locale      | Punteggio | Squadra Ospite      | Data            |
| ----------- | ------------------- | --------- | ------------------- | --------------- |
| replay      | Barnet              | 3-0       | Enfield             | 8 dicembre 1964 |
| replay      | Scarborough         | 1-2       | Doncaster Rovers    | 9 dicembre 1965 |
| replay      | Peterborough United | 2-1       | Queens Park Rangers | 9 dicembre 1965 |
| replay      | Lincoln City        | 3-1       | Hull City           | 9 dicembre 1965 |
| replay      | Darlington          | 4-1       | Hartlepool United   | 9 dicembre 1965 |

## Terzo Turno
Entrarono direttamente a questa fase della competizione i 44 clubs appartenenti alla First Division ed alla Second Division. Le partite vennero giocate il sabato 9 gennaio 1965. Dieci di esse finirono con il pareggio e dovettero essere rigiocate.
| Nr. partita | Squadra Locale       | Punteggio | Squadra Ospite          | Data            |
| ----------- | -------------------- | --------- | ----------------------- | --------------- |
| 1           | Chesterfield         | 0-3       | Peterborough United     | 9 gennaio 1965  |
| 2           | Darlington           | 0-2       | Arsenal                 | 9 gennaio 1965  |
| 3           | Barnet               | 2-3       | Preston North End       | 9 gennaio 1965  |
| 4           | Bristol City         | 1-1       | Sheffield United        | 9 gennaio 1965  |
| 5           | Burnley              | 1-1       | Brentford               | 9 gennaio 1965  |
| 6           | Southampton          | 3-1       | Leyton Orient           | 9 gennaio 1965  |
| 7           | Reading              | 2-2       | Newport County          | 9 gennaio 1965  |
| 8           | Leicester City       | 2-2       | Blackburn Rovers        | 9 gennaio 1965  |
| 9           | Nottingham Forest    | 1-0       | Norwich City            | 9 gennaio 1965  |
| 10          | Aston Villa          | 3-0       | Coventry City           | 9 gennaio 1965  |
| 11          | Bolton Wanderers     | 4-1       | Workington              | 9 gennaio 1965  |
| 12          | Middlesbrough        | 6-2       | Oldham Athletic         | 9 gennaio 1965  |
| 13          | West Bromwich Albion | 1-2       | Liverpool               | 9 gennaio 1965  |
| 14          | Luton Town           | 0-3       | Sunderland              | 9 gennaio 1965  |
| 15          | Everton              | 2-2       | Sheffield Wednesday     | 9 gennaio 1965  |
| 16          | Swindon Town         | 1-2       | Ipswich Town            | 9 gennaio 1965  |
| 17          | Doncaster Rovers     | 0-1       | Huddersfield Town       | 9 gennaio 1965  |
| 18          | Manchester City      | 1-1       | Shrewsbury Town         | 9 gennaio 1965  |
| 19          | Fulham               | 3-3       | Millwall                | 9 gennaio 1965  |
| 20          | Bristol Rovers       | 0-0       | Stockport County        | 9 gennaio 1965  |
| 21          | Portsmouth           | 0-0       | Wolverhampton Wanderers | 9 gennaio 1965  |
| 22          | West Ham United      | 4-2       | Birmingham City         | 9 gennaio 1965  |
| 23          | Manchester United    | 2-1       | Chester City            | 9 gennaio 1965  |
| 24          | Plymouth Argyle      | 4-2       | Derby County            | 9 gennaio 1965  |
| 25          | Crystal Palace       | 5-1       | Bury                    | 9 gennaio 1965  |
| 26          | Chelsea              | 4-1       | Northampton Town        | 9 gennaio 1965  |
| 27          | Cardiff City         | 1-2       | Charlton Athletic       | 9 gennaio 1965  |
| 28          | Swansea City         | 1-0       | Newcastle United        | 9 gennaio 1965  |
| 29          | Leeds United         | 3-0       | Southport               | 9 gennaio 1965  |
| 30          | Torquay United       | 3-3       | Tottenham Hotspur       | 9 gennaio 1965  |
| 31          | Stoke City           | 4-1       | Blackpool               | 11 gennaio 1965 |
| 32          | Rotherham United     | 5-1       | Lincoln City            | 9 gennaio 1965  |

### Replays
| Nr. partita | Squadra Locale          | Punteggio | Squadra Ospite  | Data            |
| ----------- | ----------------------- | --------- | --------------- | --------------- |
| replay      | Sheffield United        | 3-0       | Bristol City    | 11 gennaio 1965 |
| replay      | Brentford               | 0-2       | Burnley         | 12 gennaio 1965 |
| replay      | Newport County          | 0-1       | Reading         | 11 gennaio 1965 |
| replay      | Blackburn Rovers        | 1-2       | Leicester City  | 14 gennaio 1965 |
| replay      | Sheffield Wednesday     | 0-3       | Everton         | 13 gennaio 1965 |
| replay      | Shrewsbury Town         | 3-1       | Manchester City | 13 gennaio 1965 |
| replay      | Millwall                | 2-0       | Fulham          | 11 gennaio 1965 |
| replay      | Stockport County        | 3-2       | Bristol Rovers  | 11 gennaio 1965 |
| replay      | Wolverhampton Wanderers | 3-2       | Portsmouth      | 12 gennaio 1965 |
| replay      | Tottenham Hotspur       | 5-1       | Torquay United  | 18 gennaio 1965 |

## Quarto Turno
Le partite vennero disputate sabato 30 gennaio 1965. Sei partite finirono con il pareggio e vennero pertanto rigiocate alcuni giorni dopo.
| Nr. partita | Squadra Locale          | Punteggio | Squadra Ospite    | Data            |
| ----------- | ----------------------- | --------- | ----------------- | --------------- |
| 1           | Liverpool               | 1-1       | Stockport County  | 30 gennaio 1965 |
| 2           | Preston North End       | 1-2       | Bolton Wanderers  | 30 gennaio 1965 |
| 3           | Southampton             | 1-2       | Crystal Palace    | 30 gennaio 1965 |
| 4           | Reading                 | 1-1       | Burnley           | 30 gennaio 1965 |
| 5           | Leicester City          | 5-0       | Plymouth Argyle   | 30 gennaio 1965 |
| 6           | Wolverhampton Wanderers | 2-2       | Rotherham United  | 30 gennaio 1965 |
| 7           | Sunderland              | 1-3       | Nottingham Forest | 30 gennaio 1965 |
| 8           | Sheffield United        | 1-3       | Aston Villa       | 30 gennaio 1965 |
| 9           | Tottenham Hotspur       | 5-0       | Ipswich Town      | 30 gennaio 1965 |
| 10          | West Ham United         | 0-1       | Chelsea           | 30 gennaio 1965 |
| 11          | Millwall                | 1-2       | Shrewsbury Town   | 30 gennaio 1965 |
| 12          | Swansea City            | 1-0       | Huddersfield Town | 30 gennaio 1965 |
| 13          | Charlton Athletic       | 1-1       | Middlesbrough     | 30 gennaio 1965 |
| 14          | Leeds United            | 1-1       | Everton           | 30 gennaio 1965 |
| 15          | Stoke City              | 0-0       | Manchester United | 30 gennaio 1965 |
| 16          | Peterborough United     | 2-1       | Arsenal           | 30 gennaio 1965 |

### Replays
| Nr. partita | Squadra Locale    | Punteggio | Squadra Ospite          | Data             |
| ----------- | ----------------- | --------- | ----------------------- | ---------------- |
| replay      | Stockport County  | 0-2       | Liverpool               | 3 febbraio 1965  |
| replay      | Burnley           | 1-0       | Reading                 | 2 febbraio 1965  |
| replay      | Rotherham United  | 0-3       | Wolverhampton Wanderers | 2 febbraio 1965  |
| replay      | Middlesbrough     | 2-1       | Charlton Athletic       | 1º febbraio 1965 |
| replay      | Everton           | 1-2       | Leeds United            | 2 febbraio 1965  |
| replay      | Manchester United | 1-0       | Stoke City              | 3 febbraio 1965  |

## Quinto Turno
Le partite del 5º turno sono state giocate il sabato 20 febbraio 1965, due partite terminarono con un pareggio e richiesero di essere rigiocate, una delle quali necessito di essere rigiocata un'ulteriore volta.
| Nr. partita | Squadra Locale      | Punteggio | Squadra Ospite    | Data             |
| ----------- | ------------------- | --------- | ----------------- | ---------------- |
| 1           | Aston Villa         | 1-1       | Tottenham Hotspur | 20 febbraio 1965 |
| 2           | Bolton Wanderers    | 0-1       | Liverpool         | 20 febbraio 1965 |
| 3           | Middlesbrough       | 0-3       | Leicester City    | 20 febbraio 1965 |
| 4           | Manchester United   | 2-1       | Burnley           | 20 febbraio 1965 |
| 5           | Crystal Palace      | 3-1       | Nottingham Forest | 20 febbraio 1965 |
| 6           | Chelsea             | 1-0       | Tottenham Hotspur | 20 febbraio 1965 |
| 7           | Leeds United        | 2-0       | Shrewsbury Town   | 20 febbraio 1965 |
| 8           | Peterborough United | 0-0       | Swansea City      | 20 febbraio 1965 |

### Replays
| Nr. partita | Squadra Locale    | Punteggio | Squadra Ospite      | Data             |
| ----------- | ----------------- | --------- | ------------------- | ---------------- |
| replay      | Tottenham Hotspur | 0-0       | Aston Villa         | 24 febbraio 1965 |
| replay      | Aston Villa       | 1-3       | Tottenham Hotspur   | 1º marzo 1965    |
| replay      | Swansea City      | 0-2       | Peterborough United | 23 febbraio 1965 |

## Sesto Turno
I quattro quarti di finale vennero giocati il 6 marzo 1965. Una di queste quattro partite terminarono con il pareggio e necessitarono di essere rigiocata, inoltre due partite su quattro furono giocate mercoledì 10 marzo 1965.
| Nr. partita | Squadra Locale          | Punteggio | Squadra Ospite      | Data          |
| ----------- | ----------------------- | --------- | ------------------- | ------------- |
| 1           | Leicester City          | 0-0       | Liverpool           | 6 marzo 1965  |
| 2           | Wolverhampton Wanderers | 3-5       | Manchester United   | 10 marzo 1965 |
| 3           | Crystal Palace          | 0-3       | Leeds United        | 10 marzo 1965 |
| 4           | Chelsea                 | 5-1       | Peterborough United | 6 marzo 1965  |

### Replays
| Nr. partita | Squadra Locale | Punteggio | Squadra Ospite | Data          |
| ----------- | -------------- | --------- | -------------- | ------------- |
| replay      | Liverpool      | 1-0       | Leicester City | 10 marzo 1965 |

## Semifinali
Le semifinali vennero giocate sabato 23 aprile 1966, l'Everton e lo Sheffield Wednesday passarono il turno e riuscirono ad andare a Wembley per giocarsi la finale.
| Arbitro: | David Smith |

|              |           |  |
| Thompson 63’ | Marcatori |  |

| Sheffield 27 marzo 1965, ore 15:00 | Leeds Utd    | 0 – 0 | Manchester Utd | Hillsborough Stadium (65.000 spett.)\| Arbitro: \| R. H. Windle \| |
| Arbitro:                           | R. H. Windle |       |                |                                                                    |

### Replays
| Arbitro: | R. H. Windle |

|  |           |             |
|  | Marcatori | 89’ Bremner |

## Finale
| Arbitro: | W. Clements |

|                        |           |              |
| Hunt 93’ St. John 112’ | Marcatori | 102’ Bremner |

| Liverpool | Leeds Utd |